# Martin Petrov
Martin Petyov Petrov (en búlgar: Мартин Петьов Петров) (Vratsa, 15 de gener de 1979) és un exfutbolista búlgar, que ocupava la posició de migcampista.

## Trajectòria
Comença la seua carrera al Botev Vratsa. Després d'unes bones actuacions, signa amb el CSKA Sofia. Amb l'equip capitalí qualla dos bons partits davant el Servette FC a la Copa de la UEFA, que impressionen l'equip suís, el qual decideix fitxar el migcampista.
Posteriorment hi destaca al VfL Wolfsburg, on roman durant quatre temporades, fins que a l'estiu del 2005 fitxa per l'Atlètic de Madrid per 10 milions d'euros. Al club matalasser hi roman dues temporades discretes. Per 7 milions d'euros l'hi incorpora el Manchester City de cara a la temporada 07/08. Durant la seua etapa a Madrid hi va guanyar el trofeu al millor futbolista del seu país de 2006.

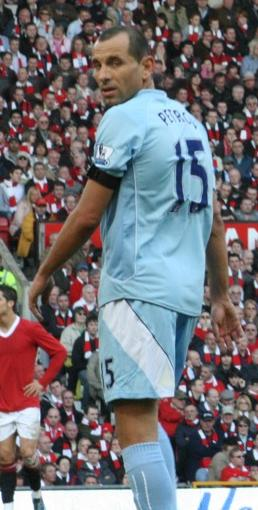
Petrov en el derbi contra el Manchester United FC

Al conjunt anglès hi realitza una destacada primera temporada, en la qual disputa 34 partits i marca cinc gols. Però, a l'any següent, les lesions fan que només puga aparèixer en nou partits de la Premier League.

## Selecció
Petrov va ser internacional amb la selecció de Bulgària en 78 ocasions, marcant 21 gols. Va debutar al juny de 1999, en partit de classificació per a l'Eurocopa de l'any següent. Va entrar en substitució de Hristo Stoïxkov i en tan sols vuit minuts de joc, va ser expulsat per doble targeta groga.
El migcampista ha estat un dels jugadors més importants de l'equip búlgar durant la dècada dels 2000, tot participant en l'Eurocopa del 2004, celebrada a Portugal.